# باشگاه فوتبال تاج تهران در فصل ۱۳۳۷
باشگاه فوتبال تاج تهران در فصل ۱۳۳۷ این فصل، سیزدهمین فصل حضور تیم تاج، که امروزه با نام استقلال شناخته می‌شود در فوتبال ایران بود. در این فصل مسابقات منسجمی در سطح کشوری و استانی برگزار نشد و تیم تاج فقط در مسابقات جام تاج و ۲ دیدار دوستانه شرکت کرد و در بازی دوستانه برابر  تیم دینامو تفلیس فینالیست آن سال جام حذفی شوروی، به تساوی بدون گل دست یافت.

## پیش زمینه
در این سال، مسابقات دوره‌ای و حذفی باشگاه‎های تهران برگزار نشد؛ از دلایل این امر، کشیده شدن مسابقات سال ۱۳۳۶ به نیمه نخست سال ۱۳۳۷ بود. در مهر این سال رقابتی ۴ جانبه میان ۴ تیم خانواده تاج برگزار شد که با قهرمانی تاج تهران خاتمه یافت.

## مرور فصل

بازی دوستانه تاج و دیناموتفلیس در آبان سال ۱۳۳۷

تیم تاج تهران در این فصل ۲ دیدار دوستانه برابر تیم‌های اروپایی برگزار کرد؛ تاج تهران نخست برابر دینامو تفلیس به تساوی بدون گل دست یافت. دینامو تفلیس در پایان آن سال عنوان سوم لیگ شوروی را به دست آورد و به فینال جام حذفی این کشوری هم رسید. سپس  تیم تاج تهران برابر  تیم اویپشت مجارستان قرار گرفت و تنها با یک گل مغلوب شد.  تیم اویپشت مجارستان در آن سال قهرمان لیگ مجارستان شد و فوتبال مجارستان در آن سال‌ها از قدرت‌های دنیا به شمار می‌آمد. اهمیت این دو دیدار دوستانه به این دلیل است که در آن زمان هنوز فوتبال ایران و آسیا فوتبالی نیمه آماتوری به حساب می‌آمد و عملکرد مناسب  تیم تاج تهران برابر دو تیم حرفه‌ای اروپایی، ضمن آن‌که نشان‌دهنده قدرت آن سال‌های تیم تاج بود، به نوعی آبروداری برای فوتبال آسیا نیز به حساب می‌آمد.

### جام خانواده تاج
در این سال رقابتی درون خانواده‌ای میان شعب مختلف تاج برگزار شد و با قهرمانی تیم تاج تهران به پایان رسید.

## فهرست بازیکنان
بازیکنانی که در این سال برای تیم تاج به میدان رفتند عبارت بودند از: محمد بیاتی، منوچهر طیورچی، حسن حبیبی، نمرود استواری، عارف قلی‌زاده، رضا زمینی، محمد رنجبر، مهدی صفری، واهان ایلخانف، هدایت الله پیوندی، گارنیک مهرابیان، لئون، خداپرست،  بیژن ثمودی، جعفر نامدار، ژرژ مارکاریان، حسن اعلم، کامبیز جمالی، بیوک جدیکار، محمود بیاتی، پرویز کوزه‌کنانی، نادر افشارعلوی، فتح‎الله حسن‎بیگی

## بازی‌ها

### جام تاج
| ۹ مهر ۱۳۳۷ ۱ | تاج تهران | ۱ – ۰ | تاج تبریز | تبریز |
|              | افشار ۳۵' |       |           |       |

| ۱۸ مهر ۱۳۳۷ ۲ | تاج تهران                                             | ۵ – ۳ | تاج اهواز | تهران                 |
|               | حیدری ۳' · بیاتی ۱۷' · کوزه‌کنانی ۴۵'، ۸۵' · افشار ۸۷' |       |           | ورزشگاه: امجدیه تهران |

### بازی‌های دوستانه
منبع
| ۱۹ آبان ۱۳۳۷ دوستانه ۱ | تاج تهران | ۰ – ۰ | دینامو تفلیس گرجستان | تهران                                 |
|                        |           |       |                      | ورزشگاه: امجدیه تهران داور: حسین فکری |

| ۵ دی ۱۳۳۷ دوستانه ۲ | تاج تهران | ۰ – ۱ | اویپشت مجارستان | تهران                 |
|                     |           |       |                 | ورزشگاه: امجدیه تهران |

## سایر ورزشها
- در مسابقات کشتی قهرمانی باشگاه‎های تهران تیم تاج عنوان قهرمانی را کسب نمود؛ تیم تاج در رشته آزاد عنوان دوم و در رشته فرنگی عنوان نخست و در مجموع عنوان قهرمانی را به دست آورد. اعضا تیم کشتی تاج: محمد پذیرایی، عرب، حسین‌پور، قائمی، کوکپری، محمدعلی فردین، منصور مهدی‌زاده، انتظاری
- در مسابقات ژیمناستیک قهرمانی باشگاه‌های تهران تیم تاج عنوان قهرمانی را کسب نمود.

منبع